# Noards
Noards – miejscowość i gmina we Francji, w regionie Normandia, w departamencie Eure.
Według danych na rok 1990 gminę zamieszkiwały 53 osoby, a gęstość zaludnienia wynosiła 13 osób/km² (wśród 1421 gmin Górnej Normandii Noards plasuje się na 828 miejscu pod względem liczby ludności, natomiast pod względem powierzchni na miejscu 764).